# Tschan (Einheit)
Der Tschan war ein Längenmaß im chinesischen Kanton. Er galt als Rutenmaß und bezog sich auf die Einheit Fuß (auch Kovid, Covid oder Kobre genannt), wobei fünf unterschiedliche Fußlängen von etwa 150 bis 166,75 Pariser Linien bekannt sind.
- 1 Tschan = 10 Fuß/Kovid/Kobre/Covidi = 3,1972 Meter
- 180 Tschan = 1 Li = 575,5 Meter[2]